# Skylanders Academy
Skylanders Academy är en animerad tv-serie från 2016-2018 producerad av TeamTO och Activision Blizzard Studios baserad på spelserien Skylanders. Serien publicerades på Netflix och fick totalt 3 säsonger. Alla säsonger blev bland annat dubbade till svenska med flera språk.

## Rollista
| Roll               | Engelsk röst                                                               | Svenska röster                                                             |
| ------------------ | -------------------------------------------------------------------------- | -------------------------------------------------------------------------- |
| Spyro              | Justin Long                                                                | Joakim Tidermark                                                           |
| Dark Spyro         | Jason Ritter                                                               | Joakim Tidermark                                                           |
| Jet-Vac            | Greg Ellis                                                                 | Göran Gillinger                                                            |
| Kaos               | Richard Steven Horvitz                                                     | Göran Gillinger                                                            |
| Glumshanks         | Norm Macdonald                                                             | Jakob Stadell                                                              |
| Master Eon         | Chris Diamantopoulos                                                       | Hans Wahlgren (säsong 1-2) Anders Byström (säsong 3)                       |
| Chompy Mage        | Chris Diamantopoulos                                                       | ?                                                                          |
| Stealth Elf        | Ashley Tisdale                                                             | Mimmi Olsen                                                                |
| Eruptor            | Jonathan Banks                                                             | Mattias Knave                                                              |
| Pop Fizz           | Bobcat Goldthwait                                                          | Dick Eriksson                                                              |
| Ka-Boom            | Billy West                                                                 | Urban Wrethagen                                                            |
| Wind-Up            | Cedric Yarbrough                                                           | Freddy Åsblom                                                              |
| Kaossandra         | Catherine O'Hara                                                           | Charlotte Ardai Jennefors                                                  |
| Claire             | Jill Talley                                                                | Charlotte Ardai Jennefors                                                  |
| Golden Queen       | Susan Sarandon                                                             | Charlotte Ardai Jennefors                                                  |
| Dreamcatcher       | Parker Posey                                                               | Elina Raeder                                                               |
| Strykore           | Fred Tatasciore                                                            | Göran Gillinger                                                            |
| Sprocket           | Grey Griffin                                                               | Ayla Kabaca                                                                |
| Övriga medverkande | Chaya Mandoki Jegeus, Anton Olofson Raeder, Rennie Mirro och Victor Segell | Chaya Mandoki Jegeus, Anton Olofson Raeder, Rennie Mirro och Victor Segell |

### SÄSONG 1
- Översättare – Kristofer Bodin
- Regissör – Lasse Svensson
- Producenter – Lasse Svensson och Annika Rynger
- Svensk version producerad av Eurotroll AB

### SÄSONG 2-3
- Regissör – Jonne Wilkinson
- Översättare – Joakim Tidermark/Mediaplant
- Manusbearbetare – Jonne Wilkinson
- Sångöversättare – Joakim Tidermark/Mediaplant
- Tekniker – Jonne Wilkinson
- Svensk version producerad av BTI Studios